# Campionato europeo maschile di pallacanestro Under-18 2012
Il 29º Campionato europeo di pallacanestro maschile Under-18 (noto anche come FIBA Europe Under-18 Championship 2012) si è svolto a Vilnius, in Lituania, e a Liepāja, in Lettonia. La Croazia ha vinto il titolo per la terza volta, battendo in finale la Lituania. Le prime cinque classificate si sono qualificate per il Campionato mondiale Under-19 2013.

## Squadre partecipanti
- Bulgaria
- Croazia
- Danimarca
- Francia
- Germania
- Grecia
- Italia
- Lettonia

- Lituania
- Polonia
- Russia
- Serbia
- Slovenia
- Spagna
- Turchia
- Ucraina

## Primo turno
Le 16 squadre sono state divise in 4 gruppi di 4. Le prime tre di ogni gruppo si sono qualificate al secondo turno, mentre le quarte hanno disputato gli incontri di classificazione dal 13º al 16º posto

### Gruppo A
| Squadra  | Pts | V - P | Pf - Ps   | DP  |
| -------- | --- | ----- | --------- | --- |
| Spagna   | 6   | 3 - 0 | 253 - 202 | +51 |
| Serbia   | 5   | 2 - 1 | 226 - 191 | +35 |
| Ucraina  | 4   | 1 - 2 | 173 - 216 | -43 |
| Germania | 3   | 0 - 3 | 186 - 229 | -43 |

| Vilnius 9 agosto 2012, ore 13:30 UTC+3 | Ucraina | 54 – 75 (8-21, 18-37, 37-49) referto | Serbia | Siemens Arena |

| Vilnius 9 agosto 2012, ore 21:15 UTC+3 | Germania | 75 – 86 (25-20, 39-46, 50-62) referto | Spagna | Siemens Arena |

| Vilnius 10 agosto 2012, ore 16:45 UTC+3 | Spagna | 84 – 59 (13-16, 41-37, 62-44) referto | Ucraina | Siemens Arena |

| Vilnius 10 agosto 2012, ore 21:15 UTC+3 | Serbia | 83 – 54 (17-18, 44-38, 68-43) referto | Germania | Siemens Arena |

| Vilnius 11 agosto 2012, ore 16:45 UTC+3 | Ucraina | 60 – 57 (16-13, 24-29, 42-50) referto | Germania | Siemens Arena |

| Vilnius 11 agosto 2012, ore 21:15 UTC+3 | Spagna | 83 – 68 (23-14, 35-37, 66-47) referto | Serbia | Siemens Arena |

### Gruppo B
| Squadra   | Pts | V - P | Pf - Ps   | DP  |
| --------- | --- | ----- | --------- | --- |
| Lituania  | 6   | 3 - 0 | 244 - 200 | +44 |
| Italia    | 5   | 2 - 1 | 228 - 210 | +18 |
| Grecia    | 4   | 1 - 2 | 196 - 197 | -1  |
| Danimarca | 3   | 0 - 3 | 181 - 242 | -61 |

| Vilnius 9 agosto 2012, ore 15:45 UTC+3 | Danimarca | 63 – 86 (11-26, 27-52, 41-73) referto | Italia | Siemens Arena |

| Vilnius 9 agosto 2012, ore 19:00 UTC+3 | Grecia | 66 – 71 (18-15, 34-33, 50-54) referto | Lituania | Siemens Arena |

| Vilnius 10 agosto 2012, ore 14:30 UTC+3 | Italia | 71 – 66 (15-15, 30-26, 50-35) referto | Grecia | Siemens Arena |

| Vilnius 10 agosto 2012, ore 19:00 UTC+3 | Lituania | 92 – 63 (29-15, 48-34, 67-53) referto | Danimarca | Siemens Arena |

| Vilnius 11 agosto 2012, ore 14:30 UTC+3 | Danimarca | 55 – 64 (19-17, 25-32, 47-43) referto | Grecia | Siemens Arena |

| Vilnius 11 agosto 2012, ore 19:00 UTC+3 | Lituania | 81 – 71 (24-23, 36-39, 62-51) referto | Italia | Siemens Arena |

### Gruppo C
| Squadra  | Pts | V - P | Pf - Ps   | DP |
| -------- | --- | ----- | --------- | -- |
| Bulgaria | 5   | 2 - 1 | 233 - 225 | +8 |
| Lettonia | 5   | 2 - 1 | 189 - 188 | +1 |
| Turchia  | 4   | 1 - 2 | 220 - 224 | -4 |
| Francia  | 4   | 1 - 2 | 188 - 193 | -5 |

| Liepāja 9 agosto 2012, ore 16:15 UTC+3 | Bulgaria | 95 – 89 (d.1t.s.) (23-13, 40-39, 60-49, 79-79) referto | Turchia | Liepāja Olympic Center |

| Liepāja 9 agosto 2012, ore 18:45 UTC+3 | Lettonia | 58 – 54 (14-10, 26-25, 43-39) referto | Francia | Liepāja Olympic Center |

| Liepāja 10 agosto 2012, ore 14:00 UTC+3 | Francia | 78 – 69 (14-23, 25-37, 54-54) referto | Bulgaria | Liepāja Olympic Center |

| Liepāja 10 agosto 2012, ore 18:30 UTC+3 | Turchia | 65 – 73 (17-15, 30-36, 42-56) referto | Lettonia | Liepāja Olympic Center |

| Liepāja 11 agosto 2012, ore 14:00 UTC+3 | Turchia | 66 – 56 (15-11, 39-29, 53-45) referto | Francia | Liepāja Olympic Center |

| Liepāja 11 agosto 2012, ore 18:30 UTC+3 | Lettonia | 58 – 69 (16-18, 29-41, 41-54) referto | Bulgaria | Liepāja Olympic Center |

### Gruppo D
| Squadra  | Pts | V - P | Pf - Ps   | DP  |
| -------- | --- | ----- | --------- | --- |
| Croazia  | 6   | 3 - 0 | 265 - 217 | +48 |
| Russia   | 5   | 2 - 1 | 202 - 197 | +5  |
| Slovenia | 4   | 1 - 2 | 208 - 238 | -30 |
| Polonia  | 3   | 0 - 3 | 201 - 224 | -23 |

| Liepāja 9 agosto 2012, ore 14:00 UTC+3 | Polonia | 74 – 86 (14-19, 29-40, 49-63) referto | Croazia | Liepāja Olympic Center |

| Liepāja 9 agosto 2012, ore 21:00 UTC+3 | Slovenia | 59 – 70 (19-20, 37-40, 47-57) referto | Russia | Liepāja Olympic Center |

| Liepāja 10 agosto 2012, ore 16:15 UTC+3 | Russia | 69 – 64 (17-14, 36-31, 54-45) referto | Polonia | Liepāja Olympic Center |

| Liepāja 10 agosto 2012, ore 20:45 UTC+3 | Croazia | 105 – 80 (32-20, 55-45, 92-63) referto | Slovenia | Liepāja Olympic Center |

| Liepāja 11 agosto 2012, ore 16:15 UTC+3 | Slovenia | 69 – 63 (12-23, 40-31, 54-48) referto | Polonia | Liepāja Olympic Center |

| Liepāja 11 agosto 2012, ore 20:45 UTC+3 | Croazia | 74 – 63 (19-21, 37-33, 57-47) referto | Russia | Liepāja Olympic Center |

## Secondo turno
Le 12 squadre qualificate sono state divise in 2 gruppi di 6. I risultati degli incontri del primo turno sono stati mantenuti.

### Gruppo E
| Squadra  | Pts | V - P | Pf - Ps   | DP   |
| -------- | --- | ----- | --------- | ---- |
| Lituania | 10  | 5 - 0 | 375 - 320 | +55  |
| Spagna   | 9   | 4 - 1 | 375 - 314 | +61  |
| Serbia   | 8   | 3 - 2 | 353 - 347 | +6   |
| Italia   | 7   | 2 - 3 | 355 - 354 | +1   |
| Grecia   | 6   | 1 - 4 | 309 - 332 | -23  |
| Ucraina  | 5   | 0 - 5 | 275 - 375 | -100 |

| Vilnius 13 agosto 2012, ore 16:45 UTC+3 | Grecia | 52 – 65 (12-11, 27-28, 42-45) referto | Spagna | Siemens Arena |

| Vilnius 13 agosto 2012, ore 19:00 UTC+3 | Lituania | 74 – 50 (15-16, 35-28, 61-36) referto | Ucraina | Siemens Arena |

| Vilnius 13 agosto 2012, ore 21:15 UTC+3 | Italia | 74 – 78 (17-19, 33-40, 47-62) referto | Serbia | Siemens Arena |

| Vilnius 14 agosto 2012, ore 16:45 UTC+3 | Ucraina | 61 – 66 (14-16, 30-35, 43-48) referto | Grecia | Siemens Arena |

| Vilnius 14 agosto 2012, ore 19:00 UTC+3 | Serbia | 68 – 77 (22-19, 36-35, 51-55) referto | Lituania | Siemens Arena |

| Vilnius 14 agosto 2012, ore 21:15 UTC+3 | Spagna | 78 – 63 (17-16, 38-39, 55-50) referto | Italia | Siemens Arena |

| Vilnius 15 agosto 2012, ore 16:45 UTC+3 | Grecia | 59 – 64 (9-19, 26-36, 48-46) referto | Serbia | Siemens Arena |

| Vilnius 15 agosto 2012, ore 19:00 UTC+3 | Lituania | 72 – 65 (19-20, 35-31, 50-44) referto | Spagna | Siemens Arena |

| Vilnius 15 agosto 2012, ore 21:15 UTC+3 | Italia | 76 – 51 (15-15, 42-30, 59-36) referto | Ucraina | Siemens Arena |

### Gruppo F
| Squadra  | Pts | V - P | Pf - Ps   | DP  |
| -------- | --- | ----- | --------- | --- |
| Croazia  | 9   | 4 - 1 | 404 - 351 | +53 |
| Bulgaria | 8   | 3 - 2 | 382 - 352 | +30 |
| Russia   | 8   | 3 - 2 | 324 - 323 | +1  |
| Lettonia | 8   | 3 - 2 | 324 - 340 | -16 |
| Turchia  | 6   | 1 - 4 | 371 - 402 | -31 |
| Slovenia | 6   | 1 - 4 | 368 - 405 | -37 |

| Liepāja 13 agosto 2012, ore 16:45 UTC+3 | Slovenia | 84 – 81 (24-23, 42-44, 55-59) referto | Bulgaria | Liepāja Olympic Center |

| Liepāja 13 agosto 2012, ore 19:00 UTC+3 | Russia | 64 – 70 (17-16, 33-30, 48-57) referto | Lettonia | Liepāja Olympic Center |

| Liepāja 13 agosto 2012, ore 21:15 UTC+3 | Croazia | 78 – 62 (11-19, 29-33, 46-42) referto | Turchia | Liepāja Olympic Center |

| Liepāja 14 agosto 2012, ore 16:45 UTC+3 | Bulgaria | 53 – 56 (19-8, 28-26, 42-40) referto | Russia | Liepāja Olympic Center |

| Liepāja 14 agosto 2012, ore 19:00 UTC+3 | Lettonia | 62 – 82 (12-21, 23-40, 43-66) referto | Croazia | Liepāja Olympic Center |

| Liepāja 14 agosto 2012, ore 21:15 UTC+3 | Turchia | 88 – 85 (25-19, 46-46, 65-69) referto | Slovenia | Liepāja Olympic Center |

| Liepāja 15 agosto 2012, ore 16:45 UTC+3 | Croazia | 65 – 84 (18-27, 29-50, 47-70) referto | Bulgaria | Liepāja Olympic Center |

| Liepāja 15 agosto 2012, ore 19:00 UTC+3 | Slovenia | 60 – 61 (9-14, 25-38, 45-49) referto | Lettonia | Liepāja Olympic Center |

| Liepāja 15 agosto 2012, ore 21:15 UTC+3 | Russia | 71 – 67 (18-19, 26-37, 47-54) referto | Turchia | Liepāja Olympic Center |

## Incontri 13º/16º posto
Le 4 squadre eliminate dal primo turno si sono affrontate in un girone con partite di andata e ritorno. Le ultime due sono retrocesse nella Division B.

### Gruppo G
| Squadra   | Pts | V - P | Pf - Ps   | DP  |
| --------- | --- | ----- | --------- | --- |
| Francia   | 11  | 5 - 1 | 416 - 356 | +60 |
| Germania  | 11  | 5 - 1 | 421 - 346 | +75 |
| Danimarca | 7   | 1 - 5 | 370 - 426 | -56 |
| Polonia   | 7   | 1 - 5 | 331 - 410 | -79 |

| Vilnius 13 agosto 2012, ore 16:30 UTC+3 | Germania | 64 – 54 (23-14, 37-34, 42-44) referto | Polonia | Šarūnas Marčiulionis Basketball Academy |

| Vilnius 13 agosto 2012, ore 18:45 UTC+3 | Danimarca | 61 – 67 (24-14, 38-33, 45-49) referto | Francia | Šarūnas Marčiulionis Basketball Academy |

| Vilnius 14 agosto 2012, ore 16:30 UTC+3 | Francia | 57 – 51 (12-20, 27-31, 45-40) referto | Germania | Šarūnas Marčiulionis Basketball Academy |

| Vilnius 14 agosto 2012, ore 18:45 UTC+3 | Polonia | 52 – 59 (19-14, 37-22, 44-36) referto | Danimarca | Šarūnas Marčiulionis Basketball Academy |

| Vilnius 15 agosto 2012, ore 16:30 UTC+3 | Germania | 75 – 61 (12-11, 38-28, 56-49) referto | Danimarca | Šarūnas Marčiulionis Basketball Academy |

| Vilnius 15 agosto 2012, ore 18:45 UTC+3 | Francia | 83 – 62 (22-23, 40-45, 62-50) referto | Polonia | Šarūnas Marčiulionis Basketball Academy |

| Vilnius 17 agosto 2012, ore 14:30 UTC+3 | Polonia | 52 – 74 (15-22, 35-34, 40-50) referto | Germania | Šarūnas Marčiulionis Basketball Academy |

| Vilnius 17 agosto 2012, ore 16:45 UTC+3 | Francia | 76 – 70 (22-28, 40-44, 62-56) referto | Danimarca | Šarūnas Marčiulionis Basketball Academy |

| Vilnius 18 agosto 2012, ore 14:30 UTC+3 | Danimarca | 54 – 59 (16-8, 24-31, 37-40) referto | Polonia | Šarūnas Marčiulionis Basketball Academy |

| Vilnius 18 agosto 2012, ore 16:45 UTC+3 | Germania | 60 – 57 (23-10, 28-24, 36-39) referto | Francia | Šarūnas Marčiulionis Basketball Academy |

| Vilnius 19 agosto 2012, ore 13:30 UTC+3 | Danimarca | 65 – 97 (24-28, 34-61, 53-75) referto | Germania | Šarūnas Marčiulionis Basketball Academy |

| Vilnius 19 agosto 2012, ore 15:45 UTC+3 | Polonia | 52 – 76 (13-19, 29-38, 41-58) referto | Francia | Šarūnas Marčiulionis Basketball Academy |

## Fase a eliminazione diretta

### Tabellone principale
|  | Quarti di finale | Quarti di finale |                |        | Semifinali                | Semifinali                |  |  | Finale         | Finale |
|  |                  |                  |                |        |                           |                           |  |  |                |        |
|  | 17 agosto 2012   |                  |                |        |                           |                           |  |  |                |        |
|  |                  |                  |                |        |                           |                           |  |  |                |        |
|  | Lituania         | 65               |                |        |                           |                           |  |  |                |        |
|  | Lituania         | 65               | 18 agosto 2012 |        |                           |                           |  |  |                |        |
|  | Lettonia         | 53               |                |        |                           |                           |  |  |                |        |
|  | Lettonia         | 53               | Lituania       | 69     |                           |                           |  |  |                |        |
|  | 17 agosto 2012   |                  | Lituania       | 69     |                           |                           |  |  |                |        |
|  |                  | Serbia           | 67             |        |                           |                           |  |  |                |        |
|  | Bulgaria         | Serbia           | 67             | 79     |                           |                           |  |  |                |        |
|  | Bulgaria         |                  | 19 agosto 2012 | 79     |                           |                           |  |  |                |        |
|  | Serbia           | 88               |                |        |                           |                           |  |  |                |        |
|  | Serbia           | 88               | Lituania       | 76     |                           |                           |  |  |                |        |
|  | 17 agosto 2012   |                  | Lituania       | 76     |                           |                           |  |  |                |        |
|  |                  | Croazia          | 88             |        |                           |                           |  |  |                |        |
|  | Croazia          | Croazia          | 88             | 76     |                           |                           |  |  |                |        |
|  | Croazia          | 18 agosto 2012   |                | 76     |                           |                           |  |  |                |        |
|  | Italia           | 69               |                |        |                           |                           |  |  |                |        |
|  | Italia           | 69               | Croazia        | 61     | Finale per il terzo posto | Finale per il terzo posto |  |  |                |        |
|  | 17 agosto 2012   |                  | Croazia        | 61     | Finale per il terzo posto | Finale per il terzo posto |  |  |                |        |
|  |                  | Russia           | 57             |        |                           |                           |  |  |                |        |
|  | Spagna           | Russia           | 57             | 56     | Serbia                    | 66                        |  |  |                |        |
|  | Spagna           |                  |                | 56     | Serbia                    | 66                        |  |  |                |        |
|  | Russia           | 58               |                | Russia | 56                        |                           |  |  |                |        |
|  | Russia           | 58               |                |        | 56                        |                           |  |  |                |        |
|  |                  |                  |                |        |                           |                           |  |  | 19 agosto 2012 |        |
|  |                  |                  |                |        |                           |                           |  |  |                |        |

#### Quarti di finale
| Vilnius 17 agosto 2012, ore 14:30 UTC+3 | Spagna | 56 – 58 (15-15, 23-29, 40-42) referto | Russia | Siemens Arena |

| Vilnius 17 agosto 2012, ore 16:45 UTC+3 | Bulgaria | 79 – 88 (15-20, 39-40, 60-66) referto | Serbia | Siemens Arena |

| Vilnius 17 agosto 2012, ore 19:00 UTC+3 | Lituania | 65 – 53 (15-14, 30-26, 47-43) referto | Lettonia | Siemens Arena |

| Vilnius 17 agosto 2012, ore 21:15 UTC+3 | Croazia | 76 – 69 (20-19, 35-28, 57-41) referto | Italia | Siemens Arena |

#### Semifinali
| Vilnius 18 agosto 2012, ore 19:00 UTC+3 | Lituania | 69 – 67 (21-15, 38-35, 52-51) referto | Serbia | Siemens Arena |

| Vilnius 18 agosto 2012, ore 21:15 UTC+3 | Russia | 57 – 61 (11-15, 35-24, 47-42) referto | Croazia | Siemens Arena |

#### Finali
3º/4º posto
| Vilnius 19 agosto 2012, ore 18:00 UTC+3 | Serbia | 66 – 56 (20-20, 35-33, 52-45) referto | Russia | Siemens Arena |

1º/2º posto
| Vilnius 19 agosto 2012, ore 20:15 UTC+3 | Lituania | 76 – 88 (15-22, 33-36, 53-58) referto | Croazia | Siemens Arena (7.000 spett.) |
| \| \| \| \| \| Grigonis 17 \| Punti \| 39 Šarić \| \| Grigonis, Lekavičius 3 \| Assist \| 5 Brzoja, Mustapić \| \| Jankaitis, Gustys 6 \| Rimbalzi \| 11 Šarić \| |          |                                       |         |                              |
| |          |                                       |         |                              |
| Grigonis 17 | Punti    | 39 Šarić                              |         |                              |
| Grigonis, Lekavičius 3 | Assist   | 5 Brzoja, Mustapić                    |         |                              |
| Jankaitis, Gustys 6 | Rimbalzi | 11 Šarić                              |         |                              |

### Incontri 5º/8º posto
|  | Semifinali 5º/8º posto | Semifinali 5º/8º posto | Semifinali 5º/8º posto |        |          | Finale 5º/6º posto | Finale 5º/6º posto | Finale 5º/6º posto |  |
|  |                        |                        |                        |        |          |                    |                    |                    |  |
|  | Lettonia               | Lettonia               | 81                     |        |          |                    |                    |                    |  |
|  | Lettonia               | Lettonia               | 81                     |        |          |                    |                    |                    |  |
|  | Bulgaria               | Bulgaria               | 64                     |        |          |                    |                    |                    |  |
|  | Bulgaria               | Bulgaria               | 64                     |        | Lettonia | Lettonia           | 51                 |                    |  |
|  |                        |                        |                        |        | Lettonia | Lettonia           | 51                 |                    |  |
|  |                        |                        | Spagna                 | Spagna | 80       |                    |                    |                    |  |
|  | Italia                 | Italia                 | Spagna                 | Spagna | 80       | 63                 |                    |                    |  |
|  | Italia                 | Italia                 |                        |        |          | 63                 |                    |                    |  |
|  | Spagna                 | Spagna                 | 70                     |        |          | Finale 7º/8º posto | Finale 7º/8º posto | Finale 7º/8º posto |  |
|  | Spagna                 | Spagna                 | 70                     |        |          |                    |                    |                    |  |
|  |                        |                        |                        |        |          |                    |                    |                    |  |
|  |                        |                        |                        |        |          | Bulgaria           | Bulgaria           | 65                 |  |
|  |                        |                        |                        |        |          | Bulgaria           | Bulgaria           | 65                 |  |
|  |                        |                        |                        |        |          | Italia             | Italia             | 84                 |  |

#### Semifinali
| Vilnius 18 agosto 2012, ore 14:30 UTC+3 | Lettonia | 81 – 64 (24-16, 36-37, 52-55) referto | Bulgaria | Siemens Arena |

| Vilnius 18 agosto 2012, ore 16:45 UTC+3 | Spagna | 70 – 63 (16-25, 37-30, 56-48) referto | Italia | Siemens Arena |

#### Finali
7º/8º posto
| Vilnius 19 agosto 2012, ore 13:30 UTC+3 | Bulgaria | 65 – 84 (13-25, 25-45, 44-68) referto | Italia | Siemens Arena |

5º/6º posto
| Vilnius 19 agosto 2012, ore 15:45 UTC+3 | Lettonia | 51 – 80 (5-12, 17-43, 31-60) referto | Spagna | Siemens Arena |

### Incontri 9º/12º posto
|  | Semifinali 9º/12º posto | Semifinali 9º/12º posto | Semifinali 9º/12º posto |         |          | Finale 9º/10º posto  | Finale 9º/10º posto  | Finale 9º/10º posto  |  |
|  |                         |                         |                         |         |          |                      |                      |                      |  |
|  | Grecia                  | Grecia                  | 73                      |         |          |                      |                      |                      |  |
|  | Grecia                  | Grecia                  | 73                      |         |          |                      |                      |                      |  |
|  | Slovenia                | Slovenia                | 78                      |         |          |                      |                      |                      |  |
|  | Slovenia                | Slovenia                | 78                      |         | Slovenia | Slovenia             | 61                   |                      |  |
|  |                         |                         |                         |         | Slovenia | Slovenia             | 61                   |                      |  |
|  |                         |                         | Turchia                 | Turchia | 81       |                      |                      |                      |  |
|  | Turchia                 | Turchia                 | Turchia                 | Turchia | 81       | 70                   |                      |                      |  |
|  | Turchia                 | Turchia                 |                         |         |          | 70                   |                      |                      |  |
|  | Ucraina                 | Ucraina                 | 60                      |         |          | Finale 11º/12º posto | Finale 11º/12º posto | Finale 11º/12º posto |  |
|  | Ucraina                 | Ucraina                 | 60                      |         |          |                      |                      |                      |  |
|  |                         |                         |                         |         |          |                      |                      |                      |  |
|  |                         |                         |                         |         |          | Grecia               | Grecia               | 83                   |  |
|  |                         |                         |                         |         |          | Grecia               | Grecia               | 83                   |  |
|  |                         |                         |                         |         |          | Ucraina              | Ucraina              | 69                   |  |

#### Semifinali
| Vilnius 17 agosto 2012, ore 19:00 UTC+3 | Grecia | 73 – 78 (17-19, 39-40, 53-63) referto | Slovenia | Šarūnas Marčiulionis Basketball Academy |

| Vilnius 17 agosto 2012, ore 21:15 UTC+3 | Turchia | 70 – 60 (14-13, 24-24, 45-41) referto | Ucraina | Šarūnas Marčiulionis Basketball Academy |

#### Finali
11º/12º posto
| Vilnius 18 agosto 2012, ore 19:00 UTC+3 | Grecia | 83 – 69 (18-20, 40-40, 64-55) referto | Ucraina | Šarūnas Marčiulionis Basketball Academy |

9º/10º posto
| Vilnius 18 agosto 2012, ore 21:15 UTC+3 | Slovenia | 61 – 81 (17-19, 35-38, 44-67) referto | Turchia | Šarūnas Marčiulionis Basketball Academy |

## Classifica finale
| Campione d'Europa        | Campione d'Europa | Campione d'Europa |
| ------------------------ | ----------------- | ----------------- |
| Croazia                  |                   |                   |
| Argento                  | Lituania          |                   |
| Bronzo                   | Serbia            |                   |
| 4.                       | Russia            |                   |
| 5.                       | Spagna            |                   |
| 6.                       | Lettonia          |                   |
| 7.                       | Italia            |                   |
| 8.                       | Bulgaria          |                   |
| 9.                       | Turchia           |                   |
| 10.                      | Slovenia          |                   |
| 11.                      | Grecia            |                   |
| 12.                      | Ucraina           |                   |
| 13.                      | Francia           |                   |
| Retrocesse in Division B |                   |                   |
| 14.                      | Germania          |                   |
| 15.                      | Danimarca         |                   |
| 16.                      | Polonia           |                   |

## Division B
Il torneo di Division B si è svolto a Sarajevo, in Bosnia ed Erzegovina, dal 9 al 19 agosto 2012.
|  | Promosse in Division A. Disputeranno il FIBA Europe Under-18 Championship 2013 |

| -       | Team                 |
| ------- | -------------------- |
| Oro     | Bosnia ed Erzegovina |
| Argento | Rep. Ceca            |
| Bronzo  | Inghilterra          |
| 4.      | Finlandia            |
| 5.      | Montenegro           |
| 6.      | Estonia              |
| 7.      | Israele              |
| 8.      | Belgio               |
| 9.      | Paesi Bassi          |
| 10.     | Portogallo           |
| 11.     | Ungheria             |
| 12.     | Austria              |
| 13.     | Islanda              |
| 14.     | Svezia               |
| 15.     | Romania              |
| 16.     | Slovacchia           |
| 17.     | Georgia              |
| 18.     | Bielorussia          |
| 19.     | Lussemburgo          |
| 20.     | Norvegia             |
| 21.     | Svizzera             |
| 22.     | Scozia               |